# Diego De Leo
Diego De Leo (né le 5 décembre 1920 à Zenson di Piave, dans la province de Trévise, en Vénétie, dans le nord-est de l'Italie - mort le 31 janvier 2015) est un ancien arbitre de football italo-mexicain. 
Il officia de 1948 à 1971. À la Copa América 1957, il est connu sous le nom de Pedro Di Leo.

## Carrière
Diego De Leo a officié dans des compétitions majeures : 
- Copa América 1957 (1 match)
- JO 1968 (2 matchs dont la finale)
- Coupe du monde de football de 1970 (1 match)